# V622 Возничего
V622 Возничего (лат. V622 Aurigae) — двойная затменная переменная звезда типа W Большой Медведицы (EW) в созвездии Возничего на расстоянии приблизительно 4350 световых лет (около 1334 парсеков) от Солнца. Видимая звёздная величина звезды — от +15,32m до +15,13m. Орбитальный период — около 0,3043 суток (7,3032 часов).

## Характеристики
Первый компонент — оранжевая звезда спектрального класса K. Радиус — около 1,25 солнечного, светимость — около 0,776 солнечной. Эффективная температура — около 4843 K.
Второй компонент — оранжевая звезда спектрального класса K.